# Ho sognato la cioccolata per anni
Ho sognato la cioccolata per anni (A Daughter's Gift of Love: A Holocaust Memoir)  è un libro autobiografico pubblicato nel 1992, scritto da Trudi Birger con l'aiuto di Jeffrey M. Green, ambientato nel periodo dell'Olocausto.
L'opera ha vinto l'edizione 2005 del Premio Andersen nella categoria oltre i 12 anni.

## Trama
L'essenza del romanzo è la descrizione del susseguirsi degli eventi che vedono la protagonista e la madre dover lasciare, a seguito dell'avvento del nazionalsocialismo, una vita agiata nella comunità ebraica di Francoforte sul Meno per il Ghetto di Kovno e, successivamente, al campo di concentramento di Stutthof.
Quando era bambina, Trudi Birger viveva con i genitori ed il fratello Manfred in una comunità ebraica ortodossa di Francoforte. Erano una famiglia agiata, poiché il padre di Trudi, Philip Simon, era un industriale di successo, un uomo intelligente, severo e religioso. Quando la ragazza compì 6 anni, in nazisti salirono al potere. Un giorno, mentre tornavano a casa in auto, lei e la sua famiglia vennero fermati da due soldati tedeschi e quella fu la prima volta che Trudi temette per la sua vita. La situazione economica della famiglia cominciò a peggiorare fino a che, nel 1933, non si dovettero trasferire a Memel, una città portuale della costa baltica, dai nonni materni di Trudi, i suoi zii Jakob, un medico e Benno, un avvocato e sua zia Tita. Il 21 marzo 1939 i tedeschi arrivarono a Memel perciò la famiglia Birger (ad eccezione di Tita, perché si era sposata e trasferita a Riga con il marito, dove in seguito vennero uccisi dai nazisti) si trasferì nel ghetto di Kovno (l'attuale Kaunas), nell'allora Repubblica di Lituania. Nel 1940 i russi si impadronirono del ghetto. L'anno successivo cominciarono a deportare in Siberia tutte le famiglie ebree borghesi. Philip, dopo aver sentito le voci che riferivano di come venivano trattate in modo disumano le persone nei campi di lavoro, pagò il suo amico Jonas per nasconderli nella cella frigorifera della sua macelleria fino alla fine dell'estate deportazioni. Rimasero in quel luogo per tre giorni e quando tornarono al ghetto di Kovno si prepararono per scappare a Shanghai. Il 22 giugno 1941 la Germania attaccò la Russia perciò ogni tentativo di fuggire sarebbe stato vano. Dal 12 luglio dello stesso anno gli ebrei dovettero cominciare ad indossare le stelle gialle per essere riconosciuti. Nel 1944 il ghetto fu distrutto e furono trasferiti a quello di Slobodka, che precedentemente era un importante centro di cultura ebraica ortodossa. Lì la madre e Trudi facevano lavoravano come inservienti per la pulizia dei bagni nell'ospedale Krieglazarett ad alcuni chilometri di distanza ed il padre lavorava nello Judenrat, un comitato amministrativo composto da funzionari ebrei costretti ad eseguire gli ordini dei tedeschi. I nazisti compivano di tanto in tanto delle Aktionen, ovvero delle selezioni (chi non le passava veniva ucciso). Quando si svolgevano, gli ebrei dovevano disporsi in file ordinate nel grande spiazzo di terra battuta. Una domenica, ad una delle vittime si aggiunse Benno, lo zio di Trudi, fucilato davanti al fratello Jakob e ai suoi genitori. Le madri del ghetto, per proteggere i figli neonati, lì lanciavano al di là del filo spinato, con la speranza che fossero trovati e accuditi dai contadini lituani oltre il reticolato. In questo periodo Trudi fece amicizia con Axel Benz, un soldato tedesco con cui faceva conversazione durante il cammino verso l'ospedale, la cui famiglia aveva fondato la Mercedes. Quando egli scoprì di essere stato trasferito sul fronte orientale decise di regalarle un orologio d'oro; tuttavia la ragazza, affamata, venne scoperta quando tentò di barattarlo con del cibo. La situazione precipitò ulteriormente quando il padre, dopo aver tentato di salvare dei bambini, venne ucciso dai nazisti nel giorno del suo quarantaquattresimo compleanno.
In seguito Trudi, la madre ed altre donne vengono inviate al campo di concentramento di Stutthof, ma durante il percorso la piccola, che avrebbe l'opportunità di fuggire dal carro bestiame che, tramite ferrovia la trasportava dall'attuale Kaunas al campo di concentramento sul mar Baltico, sebbene fosse già stata risparmiata dalla selezione decise invece di rimanere accanto alla madre, che è stata selezionata per morire nelle camere a gas alla fine del libro muore.

## Edizioni
- Trudi Birger e Jeffrey M. Green, Ho sognato la cioccolata per anni, traduzione di Maria Luisa Cesa Bianchi, Piemme, 2013, ISBN 9788868366476.
- (EN) Trudi Birger e Jeffrey M. Green, A Daughter's Gift of Love: A Holocaust Memoir, Philadelfia, Jewish Publication Society, 1992, ISBN 9780827604209.